# Pusher (The X-Files)
«Pusher» es el decimoséptimo episodio de la tercera temporada de la serie de televisión estadounidense de ciencia ficción The X-Files. Se emitió originalmente en la cadena Fox el 23 de febrero de 1996 y fue escrito por Vince Gilligan y dirigido por Rob Bowman. El episodio es una historia del «monstruo de la semana», sin conexión con la mitología más amplia de la serie, o la historia ficticia general de The X-Files. «Pusher» obtuvo una calificación Nielsen de 10,8, siendo visto por 16,2 millones de espectadores en su transmisión inicial. «Pusher» recibió críticas abrumadoramente positivas de los críticos de televisión.
El programa se centra en los agentes especiales del FBI Fox Mulder (David Duchovny) y Dana Scully (Gillian Anderson) que trabajan en casos relacionados con lo paranormal, llamados expedientes X. En este episodio, se solicita la ayuda de Mulder y Scully para un caso que involucra a un hombre, que se conoce con el seudónimo de «Pusher», aparentemente capaz de doblegar a las personas a su voluntad. El sospechoso usa sus misteriosas habilidades para manipular a Mulder en un peligroso juego final.
«Pusher» fue creado por Gilligan con la intención de presentar un tenso juego del gato y el ratón entre Mulder y Pusher. La escena final, que presenta un juego de ruleta rusa, encontró cierta resistencia por parte de la cadena. El departamento de estándares y prácticas argumentó que, debido a que el juego nunca antes había aparecido en una serie de televisión, no era adecuado para su transmisión. Varios actores fueron considerados para el papel de Modell, incluido Lance Henriksen, quien luego interpretó el papel principal en Millennium, pero Robert Wisden finalmente fue seleccionado para el papel.

## Argumento
Robert Patrick Modell (Robert Wisden) camina por un supermercado en Virginia y compra una gran cantidad de bebidas energéticas. Antes de que pueda irse, Modell es rodeado y arrestado por agentes del FBI liderados por Frank Burst (Vic Polizos). Mientras lo escoltan en un coche de policía, habla repetidamente sobre el color azul cerúleo. La conversación de Modell aparentemente hace que el conductor no vea un camión semirremolque de ese color que se acerca, lo que provoca una colisión. Modell se escapa después de que el conductor le abre las esposas antes de morir.
Burst, el único agente sobreviviente del accidente, le cuenta a Fox Mulder (David Duchovny) y Dana Scully (Gillian Anderson) sobre su búsqueda de Modell, apodado «Pusher», quien ha cometido una serie de asesinatos por contrato durante los últimos dos años, lo que hace los actos parecen ser un suicidio. Mulder ve la palabra «ronin» escrita en la escena del crimen y rastrea el anuncio clasificado de Modell en una revista de mercenarios. Mulder cree que Modell tiene la capacidad psíquica de «empujar» a la gente a hacer cosas a su voluntad. Usando el número de teléfono en el anuncio, los agentes rastrean a Modell hasta un campo de golf en Falls Church, Virginia, donde hace que un teniente de SWAT se eche gasolina sobre sí mismo y luego se prenda fuego. Mulder encuentra a Modell agotado en un automóvil cercano y lo arresta.
Durante su lectura de cargos, Modell usa su habilidad para hacer que el juez lo deje ir. Los agentes investigan el pasado de Modell y descubren que no pudo ingresar al FBI después de que un examen psicológico lo considerara extremadamente egocéntrico y sociópata. Mientras tanto, después de escribir la palabra «pase» en una hoja de papel y ponerla en su solapa, Modell puede pasar la seguridad y entrar en la sede del FBI. Él «persuade» a una agente, Holly (Julia Arkos), para que le busque el archivo de Mulder. Cuando Walter Skinner (Mitch Pileggi) interviene, Modell convence a Holly de que él fue un hombre que la asaltó, lo que la hizo rociar a Skinner con una aerosol y golpearlo. Scully no puede explicar cómo Modell tiene su poder, pero ahora está de acuerdo con la teoría de Mulder de que puede persuadir a la gente a hacer lo que quiera.
Los agentes allanan el apartamento de Modell, pero lo encuentran vacío. Encuentran latas de bebidas proteicas en el refrigerador y medicamentos para la epilepsia. Mulder sospecha que un tumor cerebral le ha dado a Modell su habilidad psicoquinética, pero que usar su poder es físicamente agotador, lo que lo obliga a consumir constantemente las bebidas energéticas. Mulder cree que se está muriendo y quiere salir en un resplandor de gloria. Modell hace una llamada telefónica burlona al Agente Burst y le provoca un infarto fatal mientras intentan localizarlo. Los agentes rastrean a Modell hasta un hospital, donde ha obligado a un guardia a dispararle a un técnico de resonancia magnética y suicidarse. Mulder se aventura dentro del hospital y es capturado por Modell.
Scully encuentra a los dos sentados en una mesa con el revólver del guardia muerto. Modell obliga a Mulder a jugar a la ruleta rusa con él. A pesar de las súplicas de Scully, Mulder aprieta el gatillo primero a Modell y luego a sí mismo, el martillo cae en una cámara vacía en ambas ocasiones. Modell luego le hace apuntar con el arma a Scully. En el último instante, Scully ve una alarma de incendio en un espejo y la tira, rompiendo la concentración de Modell. Mulder instantáneamente cambia su objetivo a Modell y aprieta el gatillo. Se dispara la bala y Modell resulta gravemente herido.
Más tarde, Mulder y Scully visitan a Modell en el hospital, donde está en coma del que Scully predice que no se despertará antes de que su tumor cerebral lo mate. Mulder la sorprende al revelar que el tumor cerebral de Modell fue operable en todo momento, pero se negó a que se lo extirparan, incluso cuando su salud se deterioró. Scully pregunta por qué, y Mulder repite su evaluación anterior de Modell: que él siempre fue un «hombre insignificante» y que su habilidad psíquica lo hizo sentir importante.

## Producción

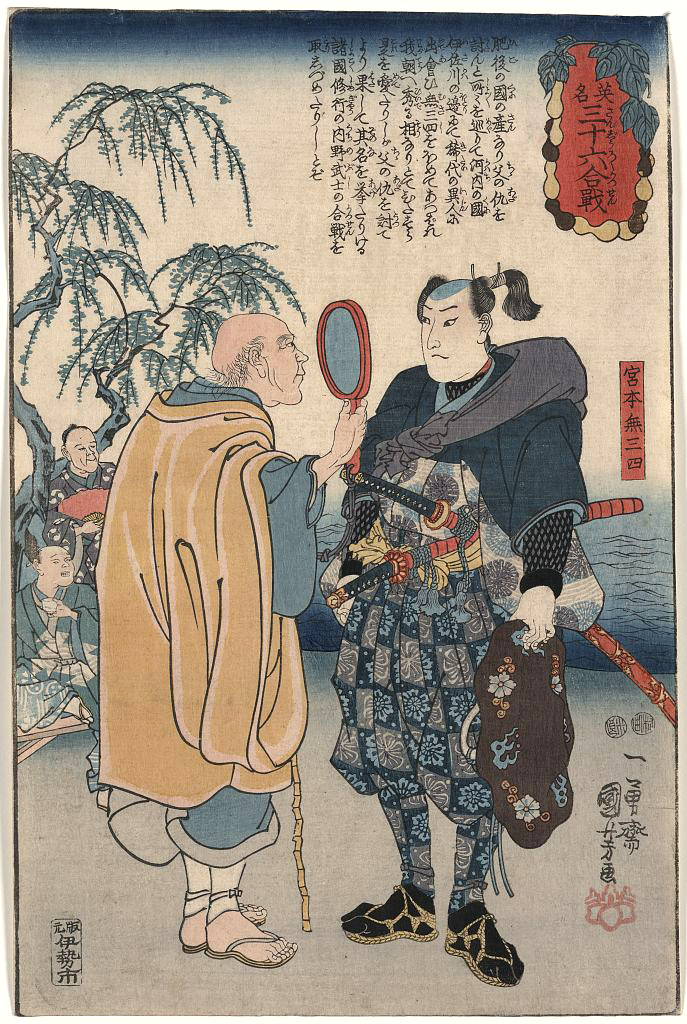
En el episodio, Modell se anuncia a sí mismo como un rōnin, un samurái sin señor ni maestro (en la foto, el famoso rōnin Miyamoto Musashi).

### Escritura
«Pusher» fue escrito por Vince Gilligan y dirigido por Rob Bowman. Gilligan quería que el episodio fuera un «tenso juego del gato y el ratón entre Mulder y Modell», y más tarde explicó, «lo único consciente que quería hacer desde el principio era juntarlos tanto como pudiera». Cuando Gilligan entregó su guion, le dijo al creador de la serie Chris Carter que el episodio era «el mejor trabajo que jamás voy a hacer por ti». Carter replicó que los escritores del programa deberían tratar de superar a sus últimos esfuerzos. Modell volvería más tarde en el episodio de la quinta temporada «Kitsunegari».
La escena final, con un juego de ruleta rusa, se encontró con la resistencia del departamento de estándares y prácticas de Fox, que argumentó que debido a que el juego nunca se había visto en una serie de televisión antes, no era adecuado para su transmisión. El departamento también afirmó que la escena podría ser dañina para los niños pequeños impresionables. Después de una serie de tensas negociaciones, los productores se negaron a ceder y la escena se incluyó en el episodio en gran parte sin cortes; Gilligan señaló más tarde que no podía «creer que nos saliéramos con la nuestra».
El episodio contiene varias bromas internas: El Flukeman del episodio de la segunda temporada «The Host» aparece en un tabloide en la escena de apertura. El tabloide que presentaba a Flukeman también tenía una pequeña imagen del maestro de utilería Ken Hawryliw y la revista American Ronin que Mulder hojeaba contenía una toma de «parpadea y te lo perderás» de la asistente de producción Danielle Faith. Cuando Mulder está siendo equipado para una cámara, el guion originalmente le hizo preguntar si el dispositivo recibió el Discovery Channel. Duchovny, sabiendo que su personaje tenía interés en la pornografía, cambió la línea a «Playboy Channel».

### Elenco

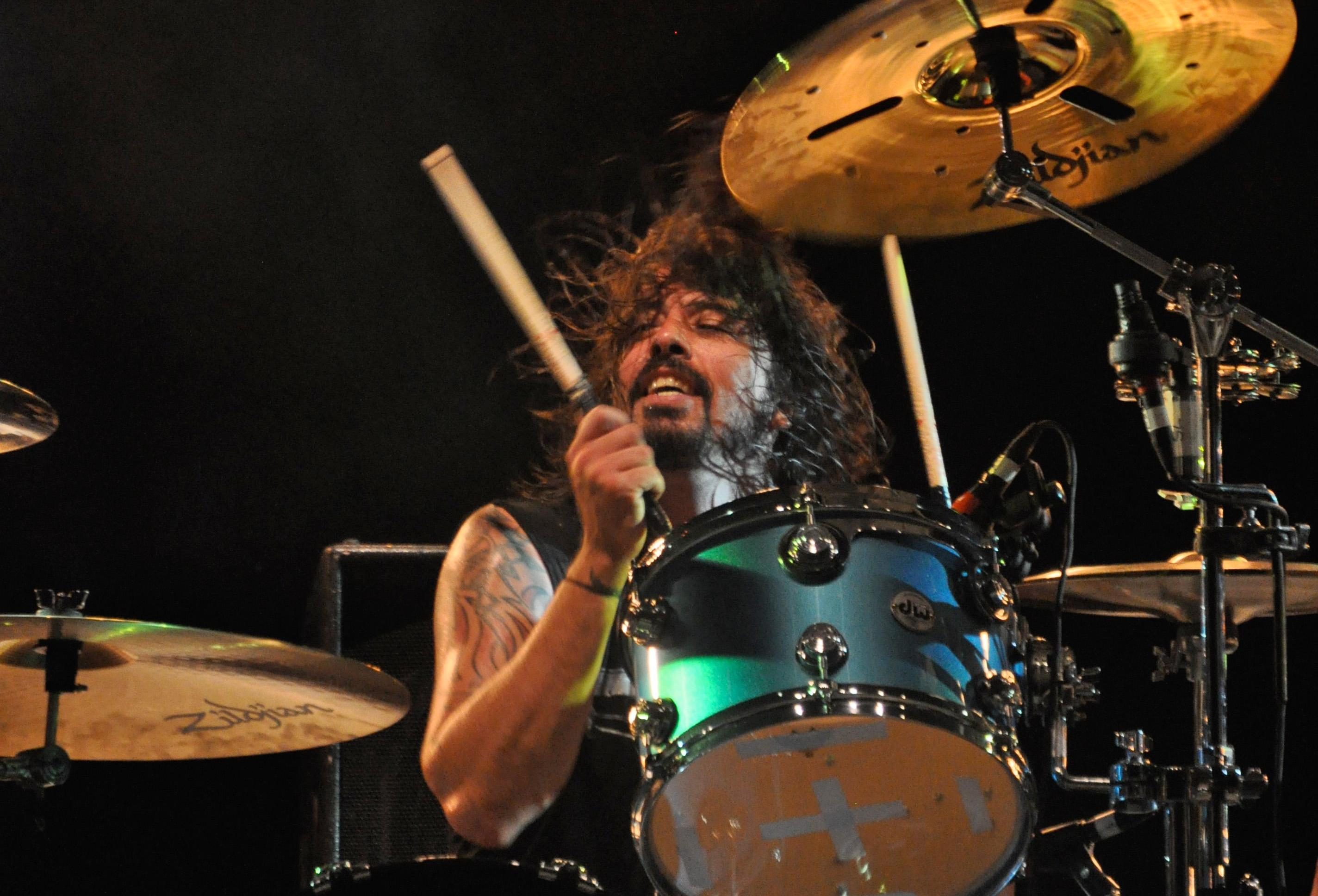
El músico Dave Grohl hizo un cameo en el episodio.

Varios actores fueron considerados para el papel de Robert Modell, incluso Lance Henriksen, quien pasó a interpretar el papel principal en Millennium. Inicialmente, Gilligan consideró a Harvey Fierstein para el papel de Modell, pero Robert Wisden leyó el guion y «nos dejó boquiabiertos». Rob Bowman estaba satisfecho con la actuación de Wisden y dijo: «Me pareció que Robert Wisden era genial como Pusher. Es un actor muy enérgico y seguro con muchas ideas propias. Me tomó alrededor de un día y medio conseguirlo y luego no tuve que volver a hablar con él, porque tenía esa mirada en sus ojos, me acercaba para hablar con él sobre la escena y podía ver que ya estaba allí».
Mitch Pileggi estaba decepcionado por el hecho de que el episodio presentaba a su personaje, Walter Skinner, recibiendo una paliza, algo que ya había ocurrido en varios episodios en este punto: «Me sentía un poco incómodo con que le patearan tanto el trasero, y creo que los fanáticos también lo estaban». Dave Grohl, el cantante principal y guitarrista de Foo Fighters y exbaterista de Nirvana, hizo un pequeño cameo, junto con su entonces esposa Jennifer Youngblood, en el episodio durante la escena donde Modell se cuela en el edificio del FBI. Grohl, quien tiene un interés activo en la cultura ovni, llamó al episodio «su debut como actor».

## Temas
Robert Shearman y Lars Pearson, en su libro Wanting to Believe: A Critical Guide to The X-Files, Millennium & The Lone Gunmen, escribieron que el episodio ayuda a ilustrar la idea de que «el mal es mundano, humano y algo patético», un concepto que señalan que tiene sus raíces en muchos episodios de la tercera temporada de The X-Files. Las dos razones por las que, a pesar de la capacidad de Modell, es en última instancia, «algo así como un perdedor» que desea «ser especial» en lugar de curarse de su enfermedad cerebral. Además, argumentan que el alarde de Modell de ser un samurái «es sólo una fantasía» que él juega; realmente es un «hombrecito» que anhela «ser grande».

## Emisión y recepción
«Pusher» se estrenó en la cadena Fox en Estados Unidos el 23 de febrero de 1996. El episodio obtuvo una calificación Nielsen de 10,8, con una participación de 18, lo que significa que aproximadamente el 10,8 por ciento de todos los hogares equipados con televisión y el 18 por ciento de los hogares que veían televisión estaban sintonizados en el episodio. El episodio fue visto por un total de 16,2 millones de espectadores.
«Pusher» recibió críticas abrumadoramente positivas de los críticos de televisión. Zack Handlen de The A.V. Club le dio una A–, describiéndolo como «inteligente, de buen ritmo y emocionante, y Modell es memorable por ser un monstruo muy humano que se las arregla para ser tan bien dibujado como antipático». Aunque elogió a Modell y el clímax, sintió que Holly era un estereotipo y «la implicación de que Modell puede llegar a ella debido a su miedo camina por esa extraña línea entre lo plausible y lo no del todo necesario». Handlen también sintió que era «un excelente punto de partida» para alguien que quería entrar en la serie. Entertainment Weekly le dio a «Pusher» una B+, escribiendo: «Mucha calidez inescrutable entre Mulder y Scully se asemeja a un trabajo de detective inescrutable. Pero el tira y afloja mental culminante entre Mulder y Pusher compensa cualquier error de lógica». Robert Shearman y Lars Pearson le dieron al episodio una crítica entusiasta y lo calificaron con cinco estrellas de cinco. Los dos calificaron el guion de Gilligan de «ingenioso e inteligente» y señalaron que era «un triunfo». Además, Shearman y Pearson elogiaron la actuación de Wisden como Robert Modell, calificando su interpretación de «acertada». Paula Vitaris de Cinefantastique le dio al episodio una crítica positiva y le otorgó una rara calificación de cuatro estrellas de cuatro. Ella lo llamó un caítulo para «morderse las uñas» y que «se ubica entre los mejores de The X-Files».
Desde su emisión, muchos críticos enumeran el episodio como uno de los mejores episodios de The X-Files. IGN lo nombró el tercer mejor episodio independiente de The X-Files, escribiendo «[aunque] el episodio está cargado de escenas memorables de terror [...] es el vínculo emocional entre nuestros dos protagonistas lo que realmente resuena». Den of Geek incluyó a «Pusher» como su séptimo mejor episodio de la serie y lo llamó «un buen juego del gato y el ratón». Tom Kessenich, en su libro Examinations: An Unuthorized Look at Seasons 6-9 of the X-Files, nombró al episodio el tercer mejor episodio de The X-Files y lo calificó como el «mejor MDLS [“monstruo de la semana”] en el historial de la serie». La revista Xposé nombró la escena de la ruleta rusa como uno de los «20 momentos más geniales de The X-Files», ubicándola en el número ocho; la revista llamó a la secuencia «completamente apasionante».
En una entrevista para el sitio web The X-Files Lexicon, Vince Gilligan, quien escribió el episodio, dijo: «Fue divertido trabajar en él. Me gustó mucho».